# Goodbye Rolling Stone
"Goodbye Rolling Stone" är en sång skriven av Norell Oson Bard, utgiven med Jerry Williams 1993.

## Andra versioner
En svensk version av låten med titel "Jag kommer hem" med svensk text av Keith Almgren och Lennart Grahn spelades in med Shanes 1993 på singel samt på albumet "60-talsparty på begäran". Låten låg 4 veckor på Svensktoppen under perioden 25 april–16 maj 1993, med sjundeplats som högsta placering .
Wizex spelade också in den svenska versionen 1993 på albumet Vår hemmagjorda dansmusik.